# Porte de Santiago
 (février 2023).
La Porte de Santiago est une ancienne porte fortifiée de la ville espagnole de Ségovie, située au nord-ouest du centre historique et incluse dans les murailles de Ségovie. Son intérieur héberge la collection de Marionnettes Francisco Peralta.

## Description

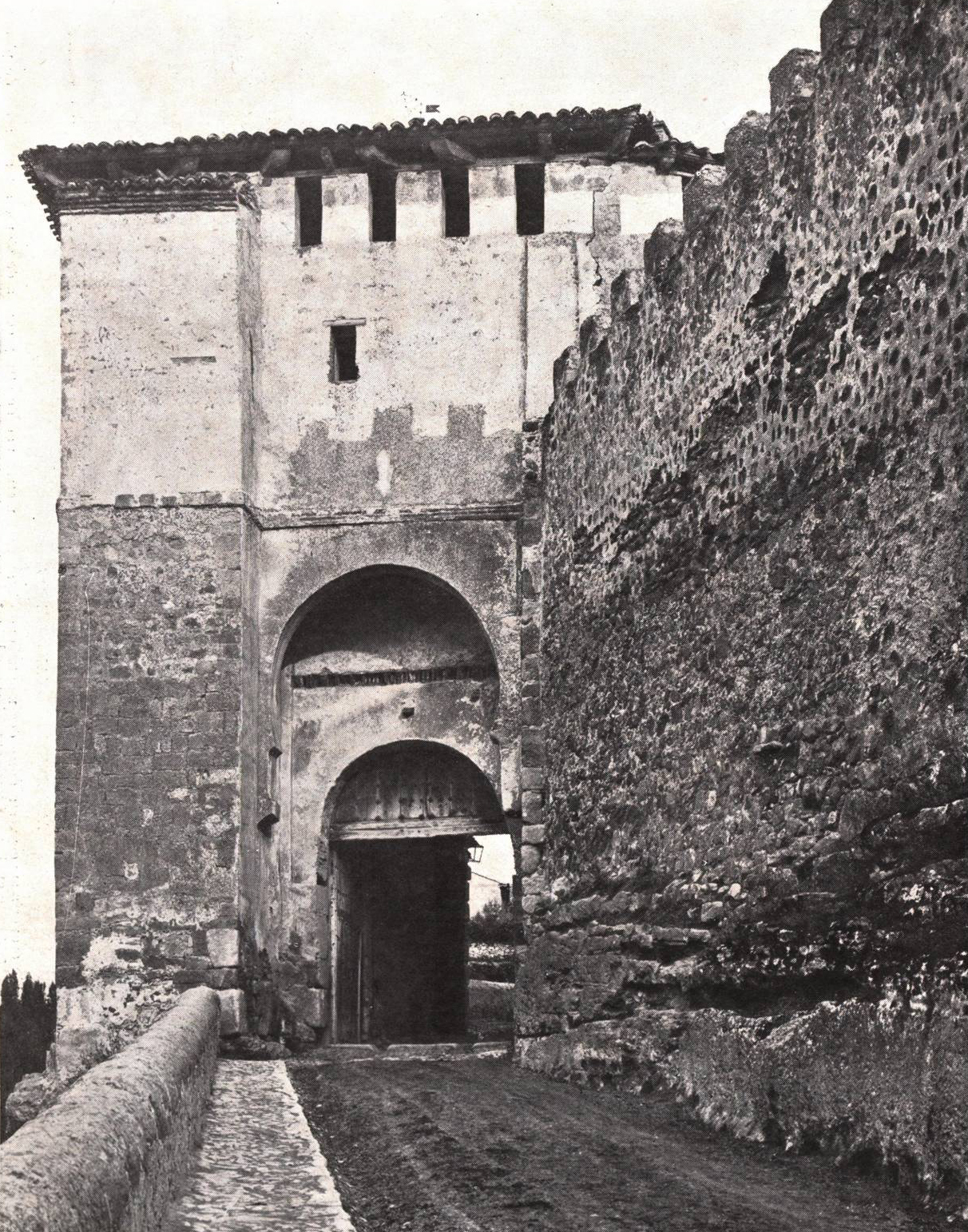
La porte photographiée par Jean Laurent dans la deuxième moitié du XIX

Elle est située face à la promenade de San Juan de la Cruz et fait partie des murailles de Ségovie. La Porte de Santiago est la mieux conservée des portes des murs de Ségovie. La première mention de cette porte date de 1120.
Le 26 août 2012, la Mairie de Ségovie a organisé les premières visites guidées du monument. La réhabilitation a été menée à terme par la Fondation du Patrimoine Historique de Castille-et-Léon et avec la collaboration du Ministère de Promotion. Son intérieur héberge la collection de Marionnettes Francisco Peralta.

## Source de traduction
- (es) Cet article est partiellement ou en totalité issu de l’article de Wikipédia en espagnol intitulé « Puerta de Santiago (Segovia) » (voir la liste des auteurs).